# Кумани
 За селото в област Габрово вижте Куманите.  
Куманите (наричани още половци и кипчаци) са номадски тюркоезичен народ, който се е формирал в степите на Азия и е нахлул в Европа през 10 век. Първоначално те се появяват в земите на Източна Украйна и Среднодунавската низина.

## Куманите в Централна и Източна Европа
Многократно преминават река Дунав и извършват набези в България (тогава част от Византия), като също периодично нападат Унгария и Киевска Рус. През 1089 г. са отблъснати от унгарския крал Ласло I, а по-късно са победени и от русите. През 1091 г. кумани подпомагат византийците при разгромната им победа над печенегите при Левунион.
През 1241 г. войските на куманите са разгромени от новопоявилите се в Европа татари и от монголските орди. Много кумански племена отстъпват към Унгария и България, където трайно се установяват и са асимилирани от местното население. Онези кумани (половци), които остават в земите на днешна Русия, са подчинени на Златната орда.
През 13 век куманите от Молдова и Влашко са покръстени в римокатолическата традиция и е формиран т.нар. Кумански диоцез, който обхващал земите на днешните Румъния и Република Молдова. Диоцезът съществува до 1523 г.

## Куманите и Второто българско царство
Куманите имат съществена роля във възстановяването и подема на Второто българско царство. Според някои изследователи всички династии управлявали Втората българска държава – Асеневци, Тертеровци и Шишмановци са с кумански произход. За Асен се знае, че преди да се покръсти се е наричал Белгун, от тюрк. bilge – мъдър, Тертеровци, от terter – орел и Шишмановци, от şişman – дебел. Много от тях вземат участие в борбите срещу Византия и получават високи постове сред българската аристокрация. Описвайки „Завземането на Константинопол“, Вилардуен постоянно нарича Калоян „крал на власите и българите“ и разкрива военните предимства на куманската лека кавалерия срещу кръстоносците, с която Калоян побеждава.
Заселилите се кумани по българските земи постепенно са претопени от местното население, но въпреки това оставят доста следи в българската култура и топонимия. Примери за това са имената на град Куманово (днес в Северна Македония); село Куманиче (днес носи името Кубратово, община Столична); село Куманите (община Дряново); село Куманичево (община Кавадарци) и село Куманичево (дем Костур). Имена, с които българите кръщават децата си: Куман, Кумана, Кузман, Кузмана. Фамилните имена: Куманов, Куманова, Кумановски, Половски, Половска, Польовски, Польовска, Кипчаков, Кипчакова. Също от кумански произход е фамилията Котоманов, разпространена основно във Варненско (от куман. kotoman – големец).

## Език и произход на куманите
Куманският език спада към западния клон на кипчакските езици, които принадлежат към източната група тюркски езици. Куманите произхождат от т.нар. „слаби хуни“ – чуйски племена, които след разгрома на Северна хунну основават държавата Юебан. След разпадането на Тюркския каганат и Западния тюркски каганат, чуйските племена се консолидират около племето чумугун, вече наричано Имак или Кимак и заедно с Кипчак образуват Кимакския каганат със столица град Имакия на река Иртиш. Най-западното крило на Кимакския каганат е това на кимаките – „кумандар“ или известни в западната литература като кумани.
Три от най-ценните паметници на половецкия свят са „Codex cumanicus“ – триезичен кипчако-латино-персийски речник, създаден през 1303 г. в периода на Златната орда; богатото погребение на воин и неговия кон и въоръжение с ценен исторически, археологически и антропологически материал; и известните „кипчакски каменни баби“ – курганни стели. При генетични изследвания на митохондриална ДНК в скелети от гробници на кумани от Унгария, датирани от периода 13 и 14 век, са извлечени 6 хаплогрупи, като само една е източноазиатска (хаплогрупа D), като тя е и втората по разпространеност в Южен Сибир. Същевременно в изследването се отбелязва, че 5 от 6-те скелета, носят също монголоидни белези.